# Парламентские выборы в Азербайджане (2024)
Выборы парламента Азербайджана прошли 1 сентября 2024 года. Это вторые в истории Азербайджана внеочередные парламентские выборы.

## История внеочередных выборов
Очередные выборы в парламент должны были состояться в ноябре 2024 года. В июне 2024 года депутаты от правящей партии «Новый Азербайджан» предложили инициативу роспуска Национального Собрания Азербайджана VI созыва. В связи с проведением в ноябре 2024 года в Азербайджане также 29-й конференции ООН по изменению климата, для обеспечения нормального проведения и выборов и конференции по климату было принято обращение о проведении внеочередных выборов.
21 июня Милли Меджлис в рамках статьи 98-1 Конституции Азербайджана подавляющим большинством голосов принял обращение к президенту Азербайджана с просьбой назначить внеочередные парламентские выборы.
28 июня 2024 года распоряжением Президента VI созыв был распущен. Внеочередные выборы были назначены на 1 сентября 2024 года.
Выборы стали первыми выборами в истории независимого Азербайджана, проведёнными на всей суверенной территории Азербайджана.

## Партии и кандидаты
| №     | Партия                                               | Число кандидатов |
| ----- | ---------------------------------------------------- | ---------------- |
| 1     | Народная партия Азербайджана                         |                  |
| 2     | Демократическая партия Азербайджана                  |                  |
| 3     | Партия национального фронта                          |                  |
| 4     | Партия справедливости, права, демократии             |                  |
| 5     | Партия национальной независимости Азербайджана       |                  |
| 6     | Партия «Великий Азербайджан»                         |                  |
| 7     | Аг партия                                            |                  |
| 8     | Республиканская альтернатива                         |                  |
| 9     | Партия гражданской солидарности                      |                  |
| 10    | Новый Азербайджан                                    | Более 60         |
| 11    | Партия надежды Азербайджана                          |                  |
| 12    | Партия великого строительства Азербайджана           |                  |
| 13    | Партия демократических преобразований Азербайджана   |                  |
| 14    | Родина                                               |                  |
| 15    | Мусават                                              |                  |
| 16    | Партия классического народного фронта                |                  |
| 17    | Свободная Родина                                     |                  |
| 18    | Движение национального возрождения                   |                  |
| 19    | Новое время                                          |                  |
| 20    | Право и справедливость                               |                  |
| 21    | Современный Мусават                                  |                  |
| 22    | Демократическая просветительская партия Азербайджана |                  |
| 23    | Будущий Азербайджан                                  |                  |
| 24    | Единство                                             |                  |
| 25    | Партия Справедливости                                |                  |
| Итого |                                                      | 305              |

## Кампания
Число избирателей с правом голоса на выборах составило 6 млн 433 тыс. 184 человек. В выборах приняло участие 2 млн 395 тыс. 510 человек. Выборы проведены на 125 избирательных округах. 10 из 125 избирательных округов являлись избирательными округами для бывших вынужденных переселенцев. 397 862 бывших вынужденных переселенца могли проголосовать на 574 избирательных участках.
19 июля 2024 года было принято решение напечатать  6 млн 516 тыс. 567 оповещений избирателей. 27 июля 2024 года принято решение напечатать 6 млн 516 тыс. 567 избирательных бюллетеней. 15 августа 2024 года началась печать избирательных бюллетеней.
51 141 человек впервые получили право на участие в выборах в качестве избирателей.
Агитационная кампания началась 9 августа 2024 года, и завершилась 31 августа 2024 года в 08:00. Для предвыборной агитации на территории страны было выделено 5 506 мест (3 469 открытых, 2 037 закрытых). Места выделялись для кандидатов бесплатно.
Для организации агитации на платной основе в ЦИК обратилось 58 СМИ.
Государственные телерадиовещатели не участвовали в предвыборной агитации.
9 августа 2024 года приступил к деятельности Независимый медиацентр. Центр предоставлял местным и международным СМИ информацию о выборах. На сайте медиацентра публиковалась информация о выборах на английском, русском и азербайджанском языках, включая фото-  и видеоматериалы.
Освещение выборов осуществляли 22 представителя международных медиа.
В день голосования на 1 000 избирательных участков по 119 избирательным округам были установлены веб-камеры с высоким разрешением. Прямая трансляция из камер была доступна на сайтах ЦИК (www.msk.gov.az; www.cec.gov.az; www.infocenter.gov.az).
На 2 471 избирательном участке установлены пандусы. 
Для избирателей с инвалидностью по зрению изготовлены трафареты, на которых информация в избирательных бюллетенях была отображена шрифтом Брайля.
ЦИК были подготовлены 6 видео- и аудиороликов для проверки имен в списках избирателей, приглашения избирателей на выборы, напоминания о дне выборов, процедурах голосования, а также голосования по дополнительному списку избирателей. Ролики транслировались на теле- и радиоканалах, медиаплатформах. Видеоролики были представлены с субтитрами для инвалидов по слуху.
На территории каждого избирательного участка было установлено по два большеразмерных стенда с информацией о порядке голосования. Всего было размещено более 10 000 стендов.
С 15 июля по 15 августа 2024 года компанией «SWG S.P.A» на 952 участках 119 избирательных округов проведён предвыборный опрос. Итоги опроса представлены 22 августа 2024 года. 57 % участников опроса заявили, что примут участие в голосовании, 27 % — что вероятно, примут участие.
21 августа 2024 года Коалицией по наблюдению за выборами «Мой голос» представлен промежуточный отчет о наблюдении за выборами.
С 29 июля по 9 августа на 952 участках 119 избирательных округов компанией «Oracle Advisory Group» проведён предвыборный социологический опрос.

## Выдвижение кандидатов
На 8 августа 2024 года 1 508 чел. подали заявки в ЦИК в качестве кандидатов. 459 чел. из них являлись кандидатами от 25 политических партий. Были утверждены кандидатуры 1 462 чел. Получили подписные листы 1 420 чел. Сдали подписные листы 1 197 чел. Зарегистрировано 1 052 кандидата. 
Из 1052 кандидатов 39,4 % — в возрасте от 18 до 39 лет, 43 % — в возрасте от 40 до 59 лет,  17,6 % — от 60 лет и старше. 26,4 % кандидатов — женщины, 73,6 % — мужчины. 
20 кандидатов являлись представителями НПО. 10 кандидатов являлись членами муниципалитета, 20 — муниципальными служащими.
Впервые в выборах приняли участие 25 из 26 действующих политических партий.
10 августа 2024 года опубликован список кандидатов по 125 избирательным округам.
На 1 сентября 2024 года выдвинулись в качестве кандидатов 990 чел. Из них 305 чел. — от 25 политических партий, 684 — самовыдвиженцы, 1 кандидатура выдвинута инициативными группами. 698 кандидатов — мужчины (70,51 %), 292 — женщины (29,49 %).
371 кандидат, являясь членом политических партий, принимавших участие в выборах, выдвинулся в качестве самовыдвиженца. 

## Наблюдатели
Согласно Избирательному кодексу Азербайджана, иностранных наблюдателей вправе приглашать Национальное собрание Азербайджана, Министерство иностранных дел и Центральная избирательная комиссия.
На 1 сентября 2024 года в качестве наблюдателей аккредитовано 112 749 местных наблюдателей. Более 65 000 из них являлись представителями 25 политических партий Азербайджана.  
На 12 августа из них 5 831 чел. были зарегистрированы в ЦИК, 44 868 — в окружных избирательных комиссиях. 
Аккредитовано 598 международных наблюдателей из 69 стран и 51 международной организации.
Действуют наблюдатели от Межпарламентской ассамблеи СНГ (34 чел.), Парламентской ассамблеи ОБСЕ (61 чел.), БДИПЧ ОБСЕ (227 чел.), СНГ (93 чел.), ТюркПА (16), Избирательной комиссии Мальдив (3 чел.), Избирательной администрации Грузии (2 чел.), парламентов Турции, Грузии, Казахстана, Кыргызстана, Федерального собрания России, Верховной Рады Украины (10 депутатов), Палаты лордов Великобритании, Организации Черноморского экономического сотрудничества, миссии «Гражданский диалог», молодежной организации Движения неприсоединения, омбудсмен Азербайджана.
Зарегистрировано более 5 500 наблюдателей, представляющих 16 неправительственных организаций.
Действует Коалиция по наблюдению за выборами «Мой голос», в которую входят Общество защиты прав женщин Азербайджана имени Диляры Алиевой, общественное объединение «Защита прав человека и законности». От коалиции в 65 избирательных округах действуют 533 наблюдателя.
Коалиция по наблюдению за выборами  «За гражданское общество» в составе более 500 чел. осуществляла наблюдение на 75 избирательных участках.
Итальянская компания «SWG S.P.A» осуществляла наблюдательную миссию на 119 избирательных участках.
Всего за ходом выборов наблюдали боле 121 000 чел.

## Ход выборов
Выборы начались в 08:00. Выборы прошли на 6 478 избирательных участках по 125 избирательным округам. Из них 6 343 постоянных и 135 временных. Голосование завершилось в 19:00. 
К 10:00 явка избирателей составила 9,92 %. На 12:00 проголосовало 20,39 % избирателей (1 309 522 чел.). 
К 15:00 проголосовало 29,49 % (1 893 555 чел.)
К 17:00 явка достигла 33,82 % (проголосовало 2 172 087 чел.).
1 сентября 2024 года ЦИК обнародованы предварительные итоги выборов по 5 895 участкам (91 % данных из участков). 
Явка избирателей на выборах составила 37,24 %. В голосовании приняли участие  2 196 711 избирателей.
В день выборов зарегистрировано более 570 000 трансляций по видеокамерам из различных стран.
С начала кампании до её завершения зафиксировано более 3 млн просмотров интернет-сайта ЦИК. В день голосования зафиксировано около 570 000 просмотров сайта ЦИК.
Действовали официальные аккаунты комиссии в социальных сетях.

## Экзитпол
Для проведения экзитполов зарегистрированы три организации — Лига защиты трудовых прав граждан совместно с «Oracle Advisory Group», общественное объединение социальных исследований «Терегги» («Прогресс») совместно с «SWG S.P.A» (Италия), Центр социологических исследований.
SWG S.P.A проведён экзитпол на 952 участках среди 76 тысяч избирателей.
Центр социологических исследований провёл экзитпол на 750 избирательных участках в 75 избирательных округах. В экзитполе приняли участие 136 520 избирателей, в каждом округе более, чем 1 800 избирателей. 
«Oracle Advisory Group» провела опрос 63 000 избирателей. 1 950 представителей компании проводили опрос в 875 избирательных участках. 1 сентября «Oracle Advisory Group» и Лигой защиты трудовых прав граждан были опубликованы результаты экзитпола. 

## Рассмотрение итогов голосования
13 сентября 2024 года результаты голосования на 11 избирательных участках (участке 30 Насими-Бинагадинского избирательного округа №21, избирательных участках 24, 27, 34, 35, 48, 49 Нефтчалинского избирательного округа № 70, избирательном участке 7 Агджабединского избирательного округа № 86, а также избирательных участках 3, 4 и 18 Тертер-Агдере-Геранбойского избирательного округа № 97) признаны недействительными вследствие того, что на данных участках были зарегистрированы случаи, не позволяющие определить волю избирателей, противоречащие требованиям Избирательного кодекса. 
13 сентября 2024 года также признаны недействительными результаты голосования по участкам 3, 4, 18 Тертер-Агдере-Геранбойского избирательного округа № 97. 
16 сентября 2024 года по причине обстоятельств, не позволяющих выявить волю избирателей, итоги голосования на избирательных участках 12 Хазарского второго избирательного округа №13, 15 Ясамальского первого избирательного округа №26, 18 Наримановского – Низами – Бинагадинского избирательного округа №18, 1 Сураханского второго избирательного округа №31, 38 Гянджинского первого избирательного округа №13, 38 Гянджа-Самух – Геранбойского избирательного округа №41, 4, 5 и 9 Абшеронского первого избирательного округа, 2 и 8 Евлахского избирательного округа №52, 80 Лерик–Астаринского избирательного округа №88, 41, 42, 44 и 45 Имишли–Саатлинского избирательного округа №82, 20, 25 и 34 Гядабейского избирательного округа №104, 21 Агдамского избирательного округа №119 также были признаны недействительными. 
Всего было признано недействительным голосование на 46 избирательных участках по 21 избирательному округу. 
Из-за допущенных недостатков распущены участковые избирательные комиссии 35 избирательных участков. 

## Результаты
|                             |                                            |           |        |               |              |
| Партия                      | Партия                                     | Голосов   | %      | Мест получено | +/–          |
|                             | Новый Азербайджан                          | 1 200 314 | 50,42  | 68            | ▼ 2          |
|                             | Партия гражданской солидарности            | 33 722    | 1,42   | 3             | ▬            |
|                             | Партия закона, справедливости и демократии | 32 220    | 1,35   | 2             | ▲ 1          |
|                             | Республиканская альтернатива               | 17 993    | 0,76   | 1             | новая партия |
|                             | Партия равенства                           | 15 278    | 0,64   | 0             | ▬            |
|                             | Партия Великого Азербайджана               | 14 636    | 0,61   | 1             | ▲ 1          |
|                             | Партия Родины                              | 14 466    | 0,61   | 1             | ▬            |
|                             | Партия национальной независимости          | 13 961    | 0,59   | 1             | ▲ 1          |
|                             | Белая партия                               | 13 564    | 0,57   | 0             | ▬            |
|                             | Азербайджанская партия надежды             | 12 858    | 0,54   | 0             | ▬            |
|                             | Партия национального фронта                | 11 554    | 0,49   | 1             | новая партия |
|                             | Партия демократических реформ              | 10 698    | 0,45   | 1             | ▬            |
|                             | Партия демократического просвещения        | 10 432    | 0,44   | 1             | ▬            |
|                             | Партия великого учреждения                 | 8651      | 0,36   | 1             | ▬            |
|                             | Классическая партия Народного фронта       | 7466      | 0,31   | 0             | новая партия |
|                             | Азербайджанская народная партия            | 5351      | 0,22   | 0             | ▬            |
|                             | Партия свободной Родины                    | 4886      | 0,21   | 0             | новая партия |
|                             | Партия единства                            | 3159      | 0,13   | 0             | ▼ 1          |
|                             | Партия правой справедливости               | 2833      | 0,12   | 0             | новая партия |
|                             | Современная партия равенства               | 2599      | 0,11   | 0             | ▬            |
|                             | Партия справедливости                      | 2323      | 0,10   | 0             | ▬            |
|                             | Партия нового времени                      | 2031      | 0,09   | 0             | новая партия |
|                             | Демократическая партия                     | 2013      | 0,08   | 0             | ▬            |
|                             | Партия будущего Азербайджана               | 694       | 0,03   | 0             | новая партия |
|                             | Движение национального возрождения         | 178       | 0,01   | 0             | ▬            |
|                             | Независимые кандидаты                      | 936 915   | 39,35  | 44            | ▲ 3          |
| Действительных бюллетеней   | Действительных бюллетеней                  | 2 380 795 | 99,55  |               |              |
| Недействительных бюллетеней | Недействительных бюллетеней                | 10 743    | 0,45   |               |              |
| Всего                       | Всего                                      | 2,391,538 | 100,00 | 125           |              |
| Явка избирателей            | Явка избирателей                           | 6 421 960 | 37,24  |               |              |

Итоговые протоколы и другие избирательные документы по результатам голосования были доставлены из участковых избирательных комиссий в окружные избирательные комиссии, оттуда — в ЦИК.
16 сентября 2024 года составлен, подписан и утверждён всеми членами ЦИК протокол об общих итогах выборов. Протокол для утверждения итогов выборов представлен в Конституционный суд Азербайджана.
21 сентября 2024 года итоги выборов были утверждены Конституционным судом.